# Stictozetes scaber
Stictozetes scaber är en kvalsterart som först beskrevs av Berlese 1916.  Stictozetes scaber ingår i släktet Stictozetes och familjen Galumnidae. Inga underarter finns listade i Catalogue of Life.